# 필살 시리즈
필살 시리즈(일본어: 必殺シリーズ)는 아사히 방송에서 시대극 시리즈이다.
1972년에 시작된 일본에서 가장 유명한 텔레비전 시대극 시리즈이다. 15 번째 작품 필살 사업인을 기점으로 전기와 후기로 나누어 생각할 수 있다.

## 작품 소개

### TV 시리즈
- 《필살 장치인》1972년
- 《필살 사치인》1973년
- 《도움 사람들 달린다》
- 《어둠 사류인》
- 《필살 필중 일 가게 생업》 1975년
- 《필살 사치 가게 생업》
- 《필살 소행인》
- 《필살 계략인》
- 《필살 계략인·피풍편》
- 《신·필살 사치인》 1977년
- 《신 필살 계략인》
- 《에도 프로페셔널·필살 장사꾼》
- 《필살 계략인·후가쿠 백경 살인 여행》
- 《날아라! 필살 우라 살인》
- 《필살 사업인》1979년
- 《필살 사무인》
- 《신·필살 사업인》
- 《신·필살 사무인》
- 《필살 사업인 III》
- 《필살 전달인》
- 《필살 사업인 IV》
- 《필살 칸막이 사람》
- 《필살 사업인 V》
- 《필살 교괘인》
- 《필살 사업인·격투편》
- 《필살 전속력으로!》
- 《필살 사업인 V·돌풍편》
- 《필살 사업인 V·풍운용호편》
- 《필살 검극인》
- 《필살 사업인·격돌!》
- 《필살 사업인 2009》

### 텔레비전 스페셜
- 《특별편 필살 사업인 공포 큰일 미토·오와리·기이》
- 《필살 시리즈 10주년 기념 스페셜 사업인 대집합》
- 《(비) 필살 현대판 몬도의 자손이 교토에 나타났다 사업인 vs 폭주족》
- 《망년 필살 스페셜 사업인 아편 전쟁으로가는 날아라! 열기구 있어요 홍콩》
- 《필살 사업인 의외전 몬도, 제7기병대와 싸우는 오토네 웨스턴 달밤》
- 《신장 (비) 필살 현대판 도쿄 롯폰기·교토 마루야마 공원·오사카 우메다 3원 사업인 생중계》
- 《해당 범띠! 올해도 대 약진 필살 & 타이거스》
- 《신춘 사업인 스페셜 필살 추신구라》
- 《필살 사업 인 와이드 대로 살인 시모다항 살인기 진귀한 플레이 좋은 플레이》
- 《필살 와이드 신춘 오랜만! 몬도, 꿈의 첫일 악당 체크!!》
- 《기다리게 필살 와이드 사업인 vs 밀권 사흘 살인 군단 몬도, 경마에 큰 구멍을 노리는!?》
- 《필살 스페셜·신춘 결정판! 오오쿠, 가스가노 국의 비밀 몬도, 노천탕에서 첫일》
- 《필살 스페셜·마파람 사업인, 교토에 갈 예고없는 공격인 수수께끼의 수령!》
- 《필살 스페셜·가을 사업인 vs 사업인 도쿠가와 내각 큰 흔들림! 몬도를 마돈나》
- 《필살 스페셜·신춘 난리 사업인! 요코하마 이진 저택의 결투》
- 《필살 스페셜·봄 박힌 사업인! 봄비 그럼, 악당 퇴치》
- 《필살 스페셜·가을! 사업인 vs 올 에도경찰》
- 《필살 스페셜·봄 세상에 이상한 큰일 몬도와 히데 홍콩·마카오에서 난동》
- 《필살 스페셜·신춘 선율 납치되는, 몬도 어떻게? 에도 정계의 흑막과 대결! 순금의 장치 다다미방》
- 《필살 사업인 2007》
- 《필살 사업인 2009》 신춘 스페셜
- 《필살 사업인 2010》
- 《필살 사업인 2012》
- 《필살 사업인 2013》
- 《필살 사업인 2014》
- 《필살 사업인 2015》
- 《필살 사업인 2016》
- 《필살 사업인》 (2018년)

### 영화
- 필살 장치인
- 장치인 바이안 개미 지옥
- 장치인 춘설 장치바늘
- 필살! THE HISSATSU
- 필살! 브라운관의 괴물들
- 필살! III 뒷면 또는 머리 또는
- 필살 4 원한 풀어합니다
- 필살! 5 황금의 피
- 필살! 몬도 죽음
- 필살 시말인
- 필살! 샤미센 가게·유지

### 기타
- 최강칠우